# Chars dans la Chine antique

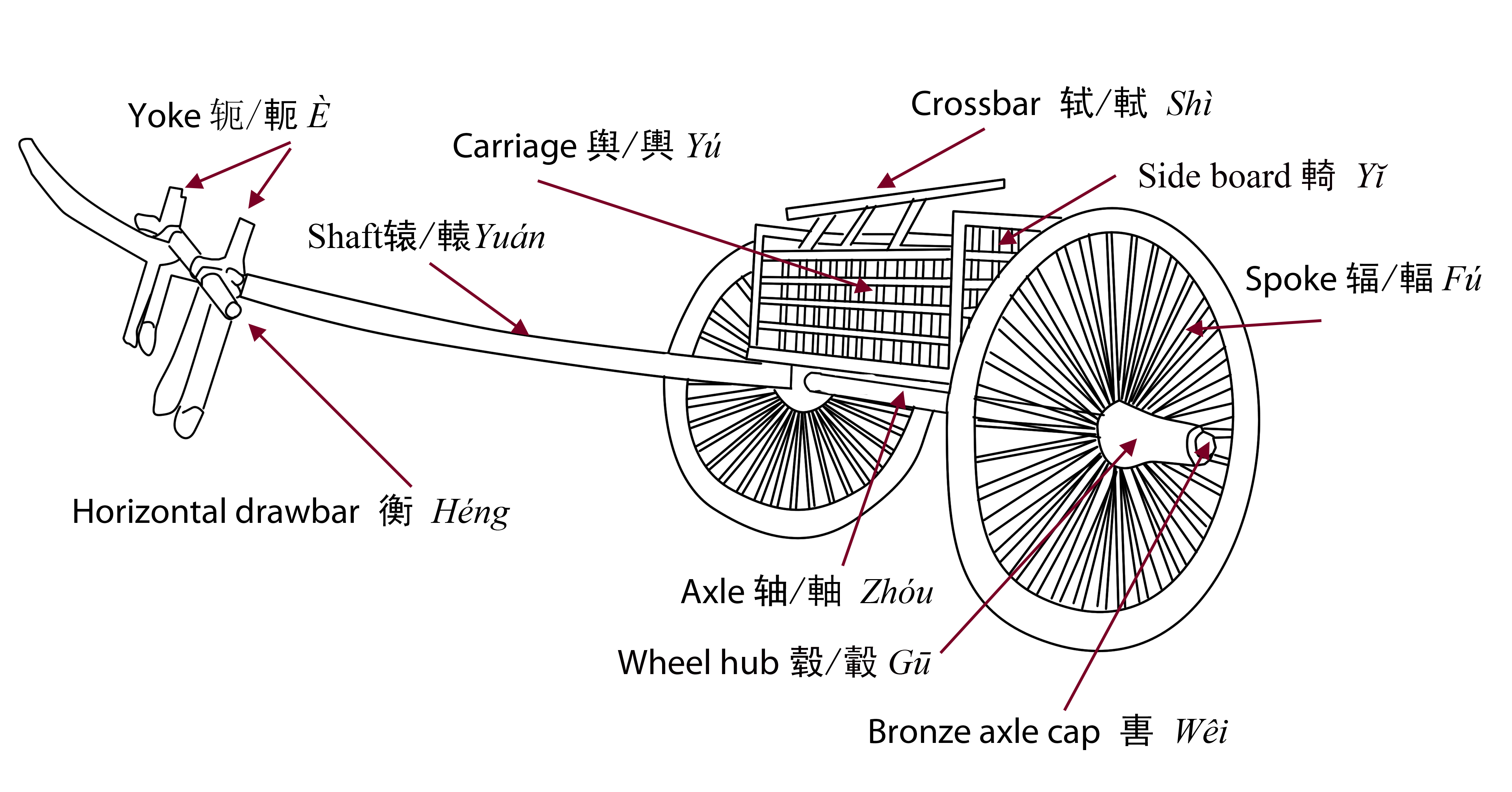

Le char chinois antique (chinois simplifié : 战车 ; chinois traditionnel : 戰車 ; pinyin : zhànchē ; litt. « véhicule de guerre ») est un char hippomobile utilisé comme véhicule d'attaque et de poursuite dans les champs et les plaines de l'Ancienne Chine, à partir de 1200 avant notre ère environ. Ces chars ont également permis aux commandants de l'armée d'avoir une plate-forme mobile à partir de laquelle contrôler des troupes, tout en fournissant aux archers et aux soldats armés de dagues-haches un renforcement de leur mobilité. Ils ont atteint un pic d'utilisation au cours de la période des Printemps et Automnes, mais ont été en grande partie remplacés par la cavalerie sous la Dynastie Han.

## Origines
Les sources traditionnelles attribuent l'invention du char à un ministre de la dynastie Xia, Zhong Xi,,, et affirment qu'ils ont été utilisés pendant la bataille de Gan (甘之战) au XXIe siècle av. J.-C..
Les preuves archéologiques montrent que l'utilisation du char commence à petite échelle vers 1 200 avant notre ère, à la fin de la dynastie Shang,,. Un caractère contemporain en écriture ossécaille sur une inscription d'oracle, le caractère 車, représente un char, deux roues, et un timon unique pour attacher les chevaux.

## Histoire
L'utilisation des chars atteint son apogée en tant qu'arme puissante jusqu'à la fin de la période des Royaumes combattants (471-221 av. J.C.) lorsque l'usage de l'arbalète, l'infanterie massive, l'adoption de la norme des unités de cavalerie et l'adaptation de la cavalerie nomade (archerie montée) se répandent. Les chars continuent à servir de postes de commandement pour des dirigeants au cours des dynasties Qin et Han, des chars blindés ont également été utilisés sous la dynastie Han contre la Confédération des Xiongnu pendant la guerre Han–Xiongnu, en particulier à la Bataille de Mobei en 119. L'armée du général Wei Qing, partant de Dingxiang, a rencontré l'armée des Xiongnu de Chanyu et ses 80 000 unités de cavalerie. Wei Qing a ordonné à ses troupes d'organiser les chars lourds blindés dans une formation en anneau, créant une forteresse mobile.

## Construction

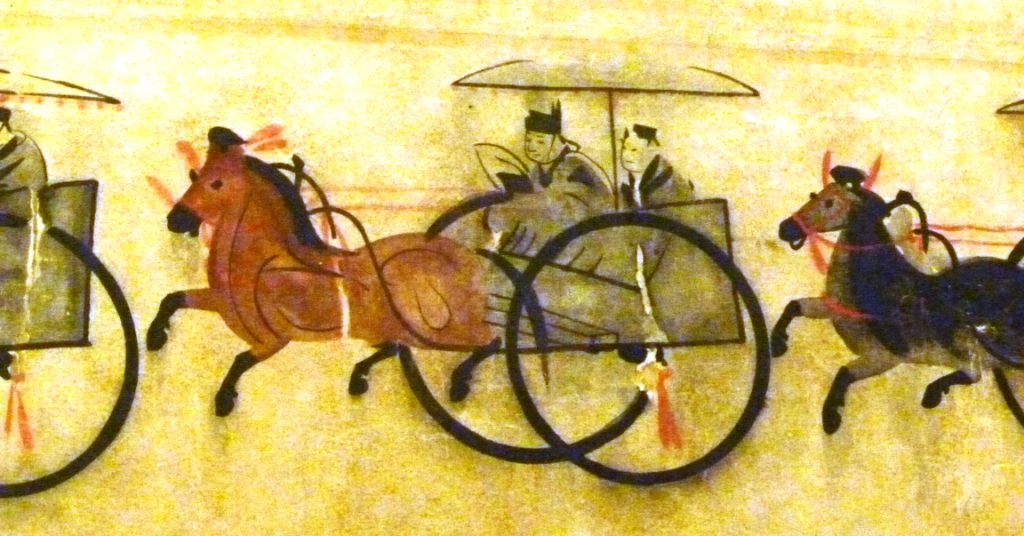
Puissant propriétaire en char. Han occidentaux, CE 25-220. Anping, province du Hebei.

Les anciens chars chinois étaient généralement à deux roues et tirés par deux ou quatre chevaux. Le timon unique d'environ 3 m de long était à l'origine droit, mais a plus tard évolué vers une forme à deux courbes. À l'extrémité avant du timon, il y avait une barre de tirage horizontale d'environ un mètre de long avec des jougs en bois, auxquels les chevaux étaient attachés. Les roues en bois sont d'un diamètre compris entre environ 1,2 et 1,4 m, montées sur un essieu de trois mètres de long et fixées à chaque extrémité par une jante de bronze. Les roues de la période Shang ont habituellement 18 rayons, mais celles de la période Zhou en ont de 18 à 26. Les roues de chariots de la période des Printemps et Automnes (VIIIe et VIIe siècles avant notre ère) avaient entre 25 et 28 rayons. La nacelle mesurait environ un mètre de long et 0,8 m de large, avec des parois en bois et une ouverture à l'arrière pour fournir un accès aux soldats,.

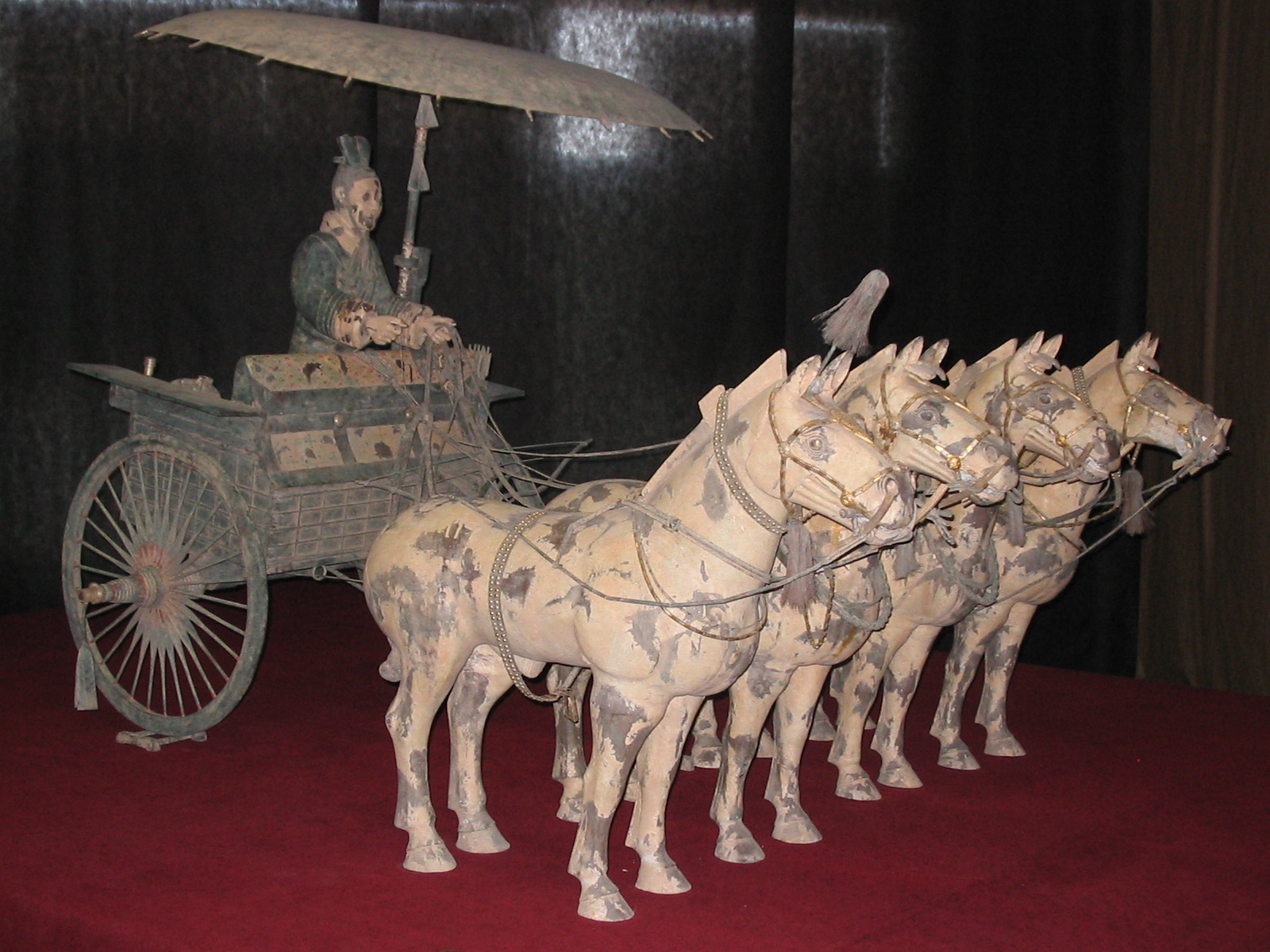
Char du mausolée de l'empereur Qin (IIIe siècle av. J.-C.)
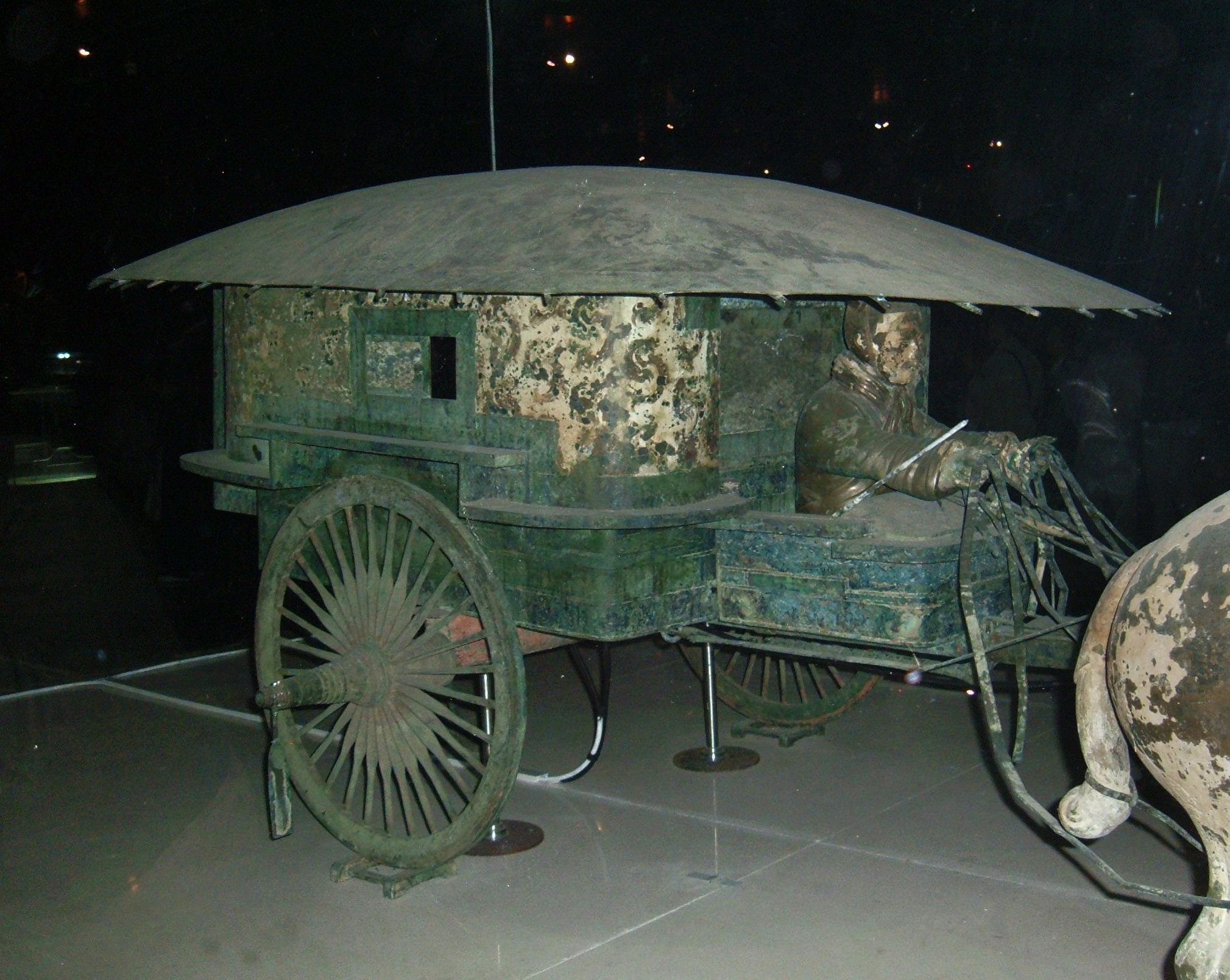
Char de l'empereur Qin en terracota.

Avec l'arrivée de la période des Printemps et Automnes (771-476 av. J.C.) des améliorations ont été apportées au char dans sa conception et sa construction. L'angle de la courbe du timon a augmenté sensiblement à son extrémité. Cela réduit l'effort requis par le cheval qui tire le char, et augmente sa vitesse. La largeur de la nacelle a augmenté à environ 1,5 m, permettant aux soldats une plus grande liberté de mouvements. Les principaux composants tels que le timon, la jante et la fourche ont été renforcés avec du cuivre décoré de pièces coulées, augmentant la stabilité et la durabilité du char. Ces chars ont été diversement appelés chars d'or (金车), chars d'attaque (攻车) ou chars-armes (戎车).
Les chars de guerre chinois, comme les autres chars de guerre d'Eurasie, ont une capacité à évoluer à grande vitesse, grâce à la combinaison d'une structure très légère et d'un système de propulsion à l'aide de chevaux, qui sont les plus rapides des animaux de trait disponibles,. L'ingénierie nécessaire pour atteindre ce degré de légèreté nécessite l'utilisation spécialisée de la plupart des matériaux légers qui pouvaient être adaptés : le char de guerre était si léger que quand il était vide, il pouvait être levé par une seule main. Des exemples d’ingénierie sophistiquée sont impliqués dans l'utilisation de rayons de roues complexes et de superstructures faite d'osier ou d'autres matériaux légers. D'autre part, les sacrifices dans la solidité structurale et la robustesse ont été tels que les limites de charge du véhicule ont été strictement limitées aux passagers et à leurs armes : le char de guerre n'était pas adapté pour le transport d'objets encombrants, et ses roues étaient si délicates que le char ne pouvait pas être laissé debout au repos pendant très longtemps sans déformation dommageable pour les jantes. Une élévation de l'essieu au repos est nécessaire pour le stockage du véhicule, les roues ont dû être supprimées. Ainsi, le char de guerre n'est utile que pour la guerre, pour la chasse ou pour des cérémonies.

## Équipage et armement
Habituellement, un char transporte trois guerriers en armure, qui ont des tâches différentes : l'un, le conducteur de char (御者) est responsable de la conduite, un second, l'archer (射) (ou parfois plusieurs archers (多射)) est chargé de tirs à longue portée. Le róngyòu (戎右), dont le rôle est la défense à courte portée, est le troisième membre de l'équipage. Les armes transportées dans le char sont des armes rapprochées et des armes à longue portée.
L'arme de combat rapproché la plus utilisée à bord du char a été le la dague-hache ou gē (戈), une arme ayant un rayon d'action de 3 mètres. À la fin de la double tête, il y a une dague sur un côté et une hache de l'autre. Cette arme était utilisée par le róngyòu et pouvait être basculée ou poussée comme une lance sur l'ennemi. Au moment de la Période des Printemps et Automnes, le gē a été largement supplanté par la hallebarde ou jĭ (戟), qui a une lame de lance à son extrémité en plus de la hache et du poignard.

## Déploiement opérationnel
Le char est un grand véhicule militaire, mais son manque de souplesse n'est pas efficace en combat contre une seule unité. Habituellement, son commandant devait se voir attribuer un certain nombre de fantassins ou tú zù (徒卒) pour coopérer dans la bataille. Au cours de l'époque des Zhou Occidentaux, dix unités d'infanterie étaient généralement attribuées à chaque char, cinq d'entre eux sur le char, formant un escadron (duì 队). Cinq escadrons forment un zhèngpiān (正偏), quatre zhèngpiān forment une division (shī 师), cinq divisions forment une armée (jūn 军). Durant la Période des Printemps et Automnes, le char est devenu la principale arme de guerre. La proportion de chars dans l'armée a diminué avec l'augmentation du nombre d'hommes affectés à chaque char à soixante-dix. Cette modification a changé fondamentalement les principes de la guerre.

## Combat tactique et disposition
Un exemple typique de l'importance des forces armées disciplinées est celui du renversement des Shang par les Zhou lors de la bataille de Muye, décisive en 1046 avant notre ère. L'armée des Zhou s'est déplacée vers l'avant, l'infanterie et les chars ont reçu l'ordre d'arrêter et de se regrouper après six ou sept étapes pour maintenir la formation. L'armée Shang, malgré sa supériorité numérique, était composée en grande partie de troupes démoralisées et enrôlées de force. En conséquence, les troupes n'ont pas réussi à rester dans la formation et ont été vaincu.

## Disparition
Avec le changement de nature de la guerre, ainsi que l'augmentation de la disponibilité de grandes races de chevaux, pendant les dynasties Qin et Han (221 av. J.C. - 220 de notre ère), le char à timon simple est remplacé par de la cavalerie et de l'infanterie, et devient moins important. À ce moment, le chariot à double timon est un véhicule de transport léger et facile à manipuler. Au cours de la période Han (25-220 CE) et, plus tard, de la Période des Trois Royaumes (220-280 CE), le chariot à double timon est la forme prédominante. Ce changement est vu dans d'innombrables sculptures en pierre de la dynastie Han et dans de nombreuses figurines tombales en céramique. Au fil du temps, la société a évolué, les premiers chars de la période pré-Qin ont peu à peu disparu.